# Villeirín
Villeirín es una entidad de población española de la parroquia de Faedo, perteneciente al municipio de Cudillero, en la comunidad autónoma de Asturias.

## Toponimia
El nombre del lugar puede encontrarse escrito con las grafías Villeirín y Villairín.

## Historia
Hacia mediados del siglo XIX, el lugar, ya por entonces perteneciente a la parroquia de Faedo del municipio de Cudillero, tenía contabilizada una población de 55 habitantes. Aparece descrito en el decimosexto y último volumen del Diccionario geográfico-estadístico-histórico de España y sus posesiones de Ultramar de Pascual Madoz con las siguientes palabras:

VILLAIRIN: l. en la prov. de Oviedo, ayunt. de Cudillero y felig. de San Andrés de Faedo. sit. en término de las Outedas en una ladera oriental del monte Pascual, en forma bastante elevada, figurando una loma ó dorso dando vista á Faedo, siendo dicho lugar el 5.º de los que siguen la cañada abajo por dicha ladera oriental; su terreno es pendiente y medianamente fértil. prod.: maiz, escanda, patatas, habas y otros frutos. pobl.: 14 vec., 55 almas.
(Madoz, 1850, p. 152)

En 2023, la entidad singular de población tenía empadronados 6 habitantes, todos ellos en el núcleo de población de ese nombre.